# Securigera securidaca
Securigera securidaca là một loài thực vật có hoa trong họ Đậu. Loài này được (L.) Degen & Dorfl. miêu tả khoa học đầu tiên.

## Hình ảnh

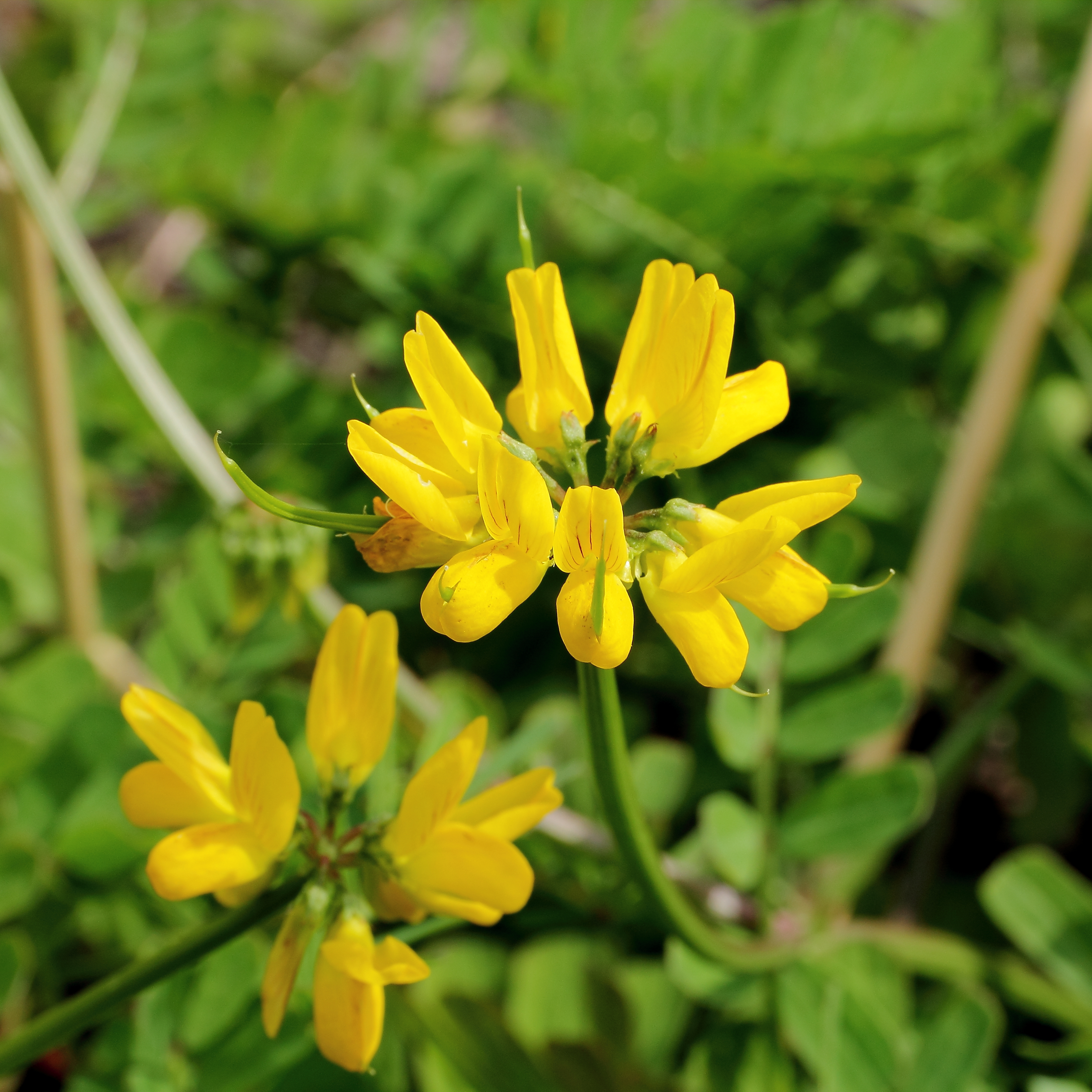